# باولو ماتشادو (سباح)
باولو ماتشادو (مواليد 24 يوليو 1978) هو سبّاح برازيلي، مثّل بلاده في الألعاب الأولمبية الصيفية 2004.

## روابط خارجية
باولو ماتشادو على موقع الاتحاد الدولي للسباحة (الإنجليزية)
- باولو ماتشادو على موقع أوليمبيديا (الإنجليزية)